# AMD Live!

Logo von AMD live!

AMD Live! ist ein Marketingkonzept des Unternehmens AMD in Konkurrenz zu Intels Marke Viiv aus dem Jahr 2005. AMD Live! soll wie Viiv eine Plattform für „wohnzimmertaugliche“ PCs kennzeichnen.
Die betreffenden Rechner werden mit installiertem Microsoft Windows Media Center und einer Fernbedienung ausgeliefert. Außerdem umfasst die Plattform einen Dual-Core-Prozessor (AMD Athlon 64 X2 oder AMD Turion 64 X2). Ähnlich wie beim Turion-64-Konzept setzt AMD auf eine Partnerschaft mit anderen Herstellern wie VIA, die entsprechende Chipsätze, Grafiklösungen, Soundchips und Netzwerkanbindungen anbieten.
Die AMD LIVE!-Funktion lässt sich bei den entsprechend ausgestatteten Rechnern im BIOS-System aktivieren. Sie soll ein schnelleres Hoch- und Herunterfahren des PCs ermöglichen.